# Кішки проти собак
«Кішки проти собак» (англ. Cats & Dogs) — шпигунська комедія 2001 року режисера Лоуренса Гутермана за сценарієм Джона Рекуа та Глена Фікарра У ньому зіграли Джефф Голдблюм, Елізабет Перкінс та Олександр Поллок, озвучили (серед інших) Тобі Магуайр, Алек Болдуін, Шон Хейс, Сьюзен Сарандон, Чарлтон Гестон, Джон Ловітц, Джо Пантоліано та Майкл Кларк Дункан.

## Сюжет
Історія зосереджена на стосунках між котами та собаками, зображуючи стосунки як інтенсивне суперництво, у якому обидві сторони використовують організації та тактику, що віддзеркалює ті, що використовуються у шпигунстві за людьми.

## У ролях

### Люди
| Актор             | Роль                   |
| ----------------- | ---------------------- |
| Джефф Голдблюм    | професор Чарльз Броуді |
| Елізабет Перкінс  | Каролін Броуді         |
| Александер Поллок | Скотті Броуді          |
| Міріам Марголіс   | Софі                   |

### Собаки
| Актор              | Роль                          |
| ------------------ | ----------------------------- |
| Тобі Магвайр       | бігль Лу                      |
| Алек Болдвін       | кангал Бутч                   |
| Сюзен Серендон     | салукі Плющ                   |
| Чарлтон Гестон     | мастиф                        |
| Джо Пантоліано     | китайський чубатий собака Пік |
| Майкл Кларк Дункан | староанглійська вівчарка Сем  |

### Кішки
| Актор       | Роль                                 |
| ----------- | ------------------------------------ |
| Шон Хейс    | перська кішка Містер Тінклз          |
| Джон Ловітц | екзотична короткошерста кішка Каліко |
| Біллі Вест  | блакитна кішка                       |

## Виробництво
Знімання фільму відбувалося у Ванкувері та Eagle Creek Studios у Бернабі з 19 червня по 17 листопада 2000 року. Собачу будку Лу було знято на Сцені 1, офіс пана Мейсона та інтер’єр фабрики з виробництва фрешів – на Сцені 2, міжнародну зустріч із собаками – на Сцені 3, а задній двір будинку Броуді – на Сцені 1. Студія задньої ділянки, і фасад будинку Броуді був знятий за адресою 1661 W 45th Avenue у Ванкувері.

## Випуск
Прем'єра відбулася 4 липня 2001 року, вийшов на VHS та DVD 23 жовтня 2001 року.

## Зовнішні посилання
- Кішки проти собак на сайті IMDb (англ.)
- Cats & Dogs на сайті Rotten Tomatoes (англ.)